# Venenivibrio stagnispumantis
Venenivibrio stagnispumantis ist ein thermophiles, Wasserstoff oxidierendes Bakterium und der einzige Vertreter der Gattung Venenivibrio.

## Morphologie
Die leicht gekrümmten Stäbchen sind 1,04 bis 1,56 µm lang und 0,33 bis 0,41 µm breit.

## Vorkommen

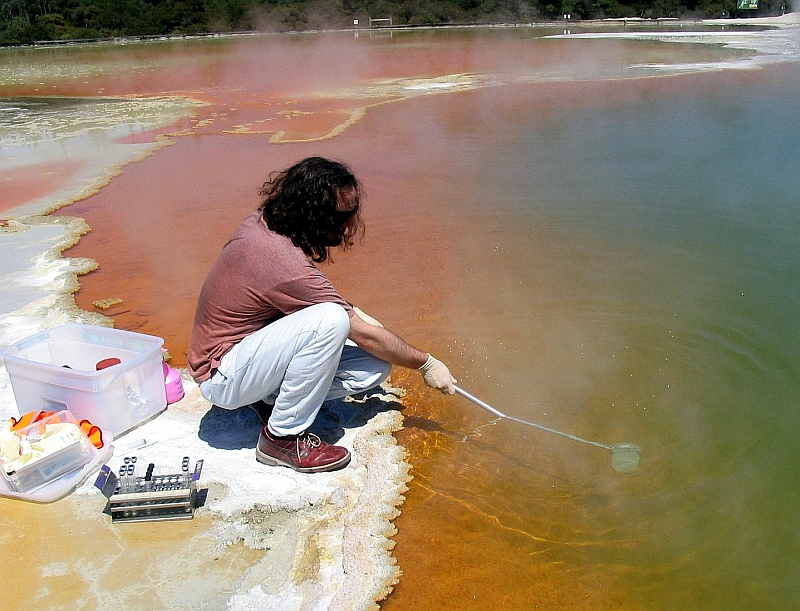
Entnahme von Wasserproben aus „Champagne Pool“

Der Stamm CP.B2 wurde aus der Thermalquelle „Champagne Pool“ (75 °C, pH 5,5) im Geothermalgebiet Wai-O-Tapu  (Neuseeland) isoliert und charakterisiert und 2008 von Adrian Hetzer, I.R. McDonald und H.W. Morgan erstbeschrieben.
„Champagne Pool“ ist mit einem Durchmesser von 65 m, einer Tiefe von 62 m und einem geschätzten Wasservolumen von 50.000 m³ eine der größten Geothermalquellen Neuseelands. Das ca. 75 °C heiße Wasser ist übersättigt mit den Metalloidverbindungen Orpiment (As2S3) und Stibnit (Sb2S3), welche ausfallen und ein orangefarbiges Sediment bilden (siehe Abbildung). Der Name „Champagne Pool“ leitet sich von dem kontinuierlichen Strom an Gasblasen ab, die zur Wasseroberfläche aufsteigen, vergleichbar Gasperlen in einer Flöte Champagner. Das entweichende Gasgemisch besteht hauptsächlich aus Kohlendioxid (CO2), zu einem geringen Anteil aus Stickstoff (N2), Methan (CH4), Wasserstoff (H2), Wasserstoffsulfid (H2S) und Spuren von Sauerstoff (O2). Somit wären theoretisch H2 in Kombination mit CO2 oder O2 als mögliche Energiequellen für das autotrophe Wachstum methanogener oder wasserstoffoxidierender Mikroorganismen denkbar.

### Wachstumsbedingungen
Venenivibrio stagnispumantis ist obligat chemolithotroph, d. h., Energie für metabolische Prozesse wird aus chemischen Reaktionen mit anorganischen Verbindungen gewonnen. Das Bakterium verwendet H2 als Elektronendonor, O2 als entsprechenden Elektronenakzeptor und CO2 als Kohlenstoffquelle. Energie für den Metabolismus wird durch die sogenannte Knallgasreaktion H2 + ½ O2 → H2O erhalten. Elementarer Schwefel (S0) oder Thiosulfat (S2O32−) sind notwendig für das Wachstum. Zellwachstum fand unter thermophilen Bedingungen zwischen 45 °C und 75 °C (Optimum 70 °C), unter moderat acidophilen Bedingungen zwischen pH 4,8 und 5,8 (Optimum pH 5,4) und unter mikroaerophilen Bedingungen zwischen 1,0 und 10,0 % (v/v) O2 (Optima zwischen 4,0 und 8,0 % (v/v) O2) statt.

### Toleranz gegenüber Arsen- und Antimonverbindungen
Venenivibrio stagnispumantis toleriert relativ hohe Konzentrationen an Arsen- und Antimonverbindungen. Zellen wachsen in der Gegenwart von 8 mM Arsenit (As3+), 15 mM dreiwertiges Antimon (Sb3+) und >20 mM Arsenat (As5+). Zellwachstum konnte nicht nachgewiesen werden, wenn As3+ und As5+ als einziges Elektronendonor und -akzeptor-Paar zur Verfügung gestellt wurden.

## Systematik
Venenivibrio [veˌneːniˈvi.bri.oː] (lat.: „das Vibrion des Giftes“; mit Bezug auf die Zellform und die relativ hohen Konzentrationen an Metalloxidverbindungen des Habitats) stagnispumantis [stag.niːspuːˈman.tɪs] (lat.: „vom sprudelnden Gewässer“; mit Bezug auf „Champagne Pool“).
Venenivibrio stagnispumantis Stamm CP.B2 ist in der „Japan Collection of Microorganisms“ unter JCM 14244, in der Deutschen Sammlung von Mikroorganismen unter DSM 18763 und in der „American Type Culture Collection“ unter ATCC BAA-1398 hinterlegt.
Die phylogenetische Analyse des 16S rRNA-Gens ergab, dass Stamm CP.B2 zu der Ordnung Aquificales gehört, und den Typstamm einer neuen Art und Gattung innerhalb der Familie Hydrogenothermaceae repräsentiert. Die 16S rRNA-Gensequenz für Stamm CP.B2 ist in der GenBank-Nukleotidsequenzdatenbank unter DQ989208 hinterlegt. Der Guanosin-Cytidin-Gehalt der genomischen DNA ist mit 29,3 mol% der niedrigste Wert, der jemals für eine Art der Ordnung Aquificales bestimmt wurde.